# ハトホベイ州

ハトホベイ州

ハトホベイ州（英語: Hatohobei）はパラオ共和国最南端の州であり、南西諸島の南部に位置している。
人口は39人（2020年）。そのほとんどがトビ島にある州都ハトホベイに住んでいる。言語はパラオ語ではなく、主にトビ語が使用されている。

## 島一覧

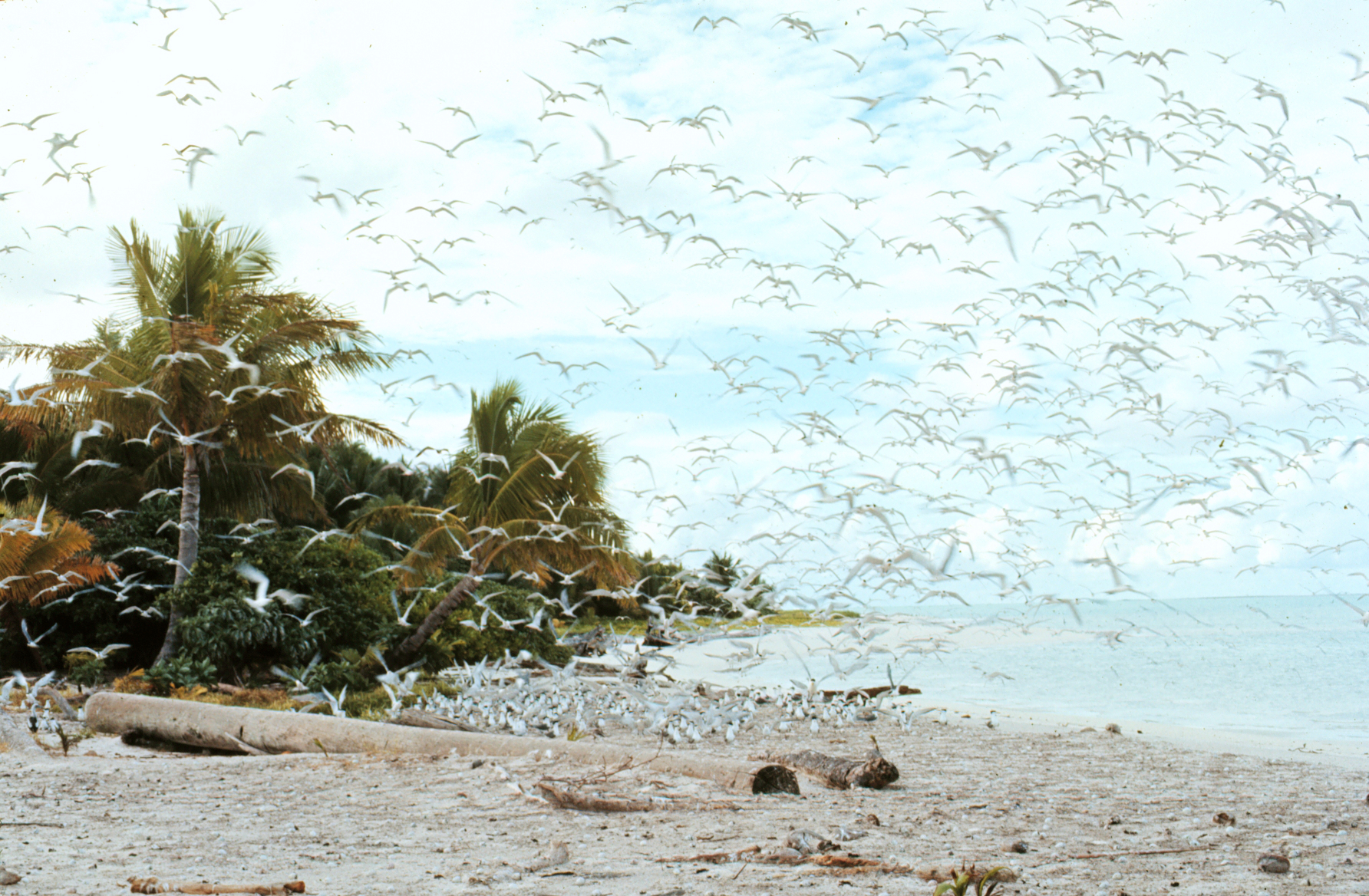
ヘレン環礁に棲息するアジサシの群れ

| 基礎自治体（島）                      | 村落       | 面積 （km²） | 人口 （2000年当時）    | 位置                                                               |
| ------------------------------------- | ---------- | ------------ | ---------------------- | ------------------------------------------------------------------ |
| トビ島                                | ハトホベイ | 0.85         | 20                     | 北緯03度00分22秒 東経131度07分26秒 / 北緯3.00611度 東経131.12389度 |
| ヘレン環礁 （ホトサリヒエ環礁）       | -          | 0.03         | 3 （国境警備隊員のみ） | 北緯03度00分 東経131度11分 / 北緯3.000度 東経131.183度             |
| トランジット環礁 （ピエラウロウ環礁） | -          | -            | -                      | 北緯02度47分 東経132度32分 / 北緯2.783度 東経132.533度             |

## 交通
いずれの島にも空港がないため、船で訪問するのが一般的である。船は３か月に1回定期船が出るほか、不定期で「パラオスポート号」によるダイビングツアーも行われる。